# آرامگاه بقراط
آرامگاه بقراط مربوط به دوره قاجار است و در سبزوار، میدان کارگر، جنب مدرسه راهنمایی مشکاتی واقع شده و این اثر در تاریخ ۸ مرداد ۱۳۸۱ با شمارهٔ ثبت ۵۹۰۹ به‌عنوان یکی از آثار ملی ایران به ثبت رسیده است.